# Flughafen Essaouira

i7
i11
i13
Der Flughafen Essaouira (auch Flughafen Essaouira - Mogador, arabisch مطار الصويرة موكادور, französisch Aéroport Essaouira Mogador, IATA-Code: ESU, ICAO-Code: GMMI) ist ein marokkanischer Flughafen nahe der an der Atlantikküste gelegenen 85.000-Einwohner-Stadt Essaouira. Der alte portugiesische Name für Essaouira ist „Mogador“.
Der Flughafen liegt etwa 14 km südöstlich des Stadtzentrums auf einer Höhe von 117 m über dem Meer. Er verfügt über eine befestigte Start- und Landebahn und wird im nationalen und internationalen Passagierverkehr angeflogen. Auf dem Boden ist der Flughafen nur an das Straßennetz angebunden.